# Салгарда Нуова (Белуно)
Салгарда Нуова (итал. Salgarda Nuova) је насеље у Италији у округу Белуно, региону Венето.
Према процени из 2011. у насељу је живело 26 становника. Насеље се налази на надморској висини од 330 м.